# Sofija Kowalez
Sofija Kowalez (ukrainisch Софія Ковалець, eng. Sofiya Kovalets, * 10. Juli 1994) ist eine ehemalige ukrainische Tennisspielerin.

## Karriere
Kowalez begann im Alter von acht Jahren mit dem Tennisspielen und bevorzugt dabei laut ITF-Profil Rasenplätze. Sie spielte überwiegend Turniere auf der ITF Women’s World Tennis Tour, wo sie je drei Einzel- und Doppeltitel gewonnen hat.
2008 nahm sie am Les Petits As teil.
2009 gewann sie zusammen mit Demi Schuurs den Titel im Doppel beim J300 Bamberg.
2010 gewann sie das J1 Beaulieu-sur-Mer und trat dann im Mai bei den French Open an. Im Juniorinneneinzel verlor sie in der ersten Runde mit 6:76 und 2:6 gegen Ons . Jabeur. Im Juniorinnendoppel verlor sie mit ihrer Partnerin Tamara Čurović bereits die Erstrundenbegegnung gegen die spanische Paarung Lara Arruabarrena und María Teresa Torró Flor mit 4:6 und 4:6. In Wimbledon verlor sie im Juniorinneneinzel ihre Erstrundebegegnung gegen Tara Moore. Im Juniorinnendoppel erreichte sie mit ihrer Partnerin Sabina Sharipova mit einem 7:64, 3:6 und 6:1 Sieg über Luksika Kumkhum und Grace Sari Ysidora das Viertelfinale, wo die beiden dann gegen Irina Pawlowna Chromatschowa und Elina Switolina mit 1:6 und 3:6 verloren. Im August startete sie bei den Olympischen Jugend-Sommerspielen, wo sie im Mädcheneinzel, wo sie in der ersten Runde mit 1:6 und 2:6 gegen Tímea Babos verlor. Im Mädchendoppel erreichte sie an der Seite ihrer Partnerin Elina Switolina mit einem 6:2, 4:6 und [10:5] gegen Verónica Cepede Royg und Agustina Sol Eskenazi das Vietelfinale, wo die beiden dann gegen Daria Saville und Julija Putinzewa mit 4:6 und 4:6 verloren.
2011 erreichte sie bei den French Open im Juniorinneneinzel und an der Seite ihrer Partnerin Ilka Csoregi im Juniorinnendoppel das jeweils das Achtelfinale. In Wimbledon besiegte sie im Juniorinneneinzel überraschend die an Position eins gesetzte Daria Saville mit 7:62 und 6:3 und konnte mit einem weiteren Sieg gegen Ellen Allgurin das Achtelfinale erreichen, wo sie dann mit 3:6 und 2:6 gegen Victoria Duval verlor. Im Juniorinnendoppel scheid sie an der Seite ihrer PArtnerin Elena-Teodora Cadar bereits in der ersten Runde mit gegen Kamila Pavelkova und Tereza Smitková aus. Im August erhielt sie eine Wildcard für das Hauptfeld der mit 25.000 US-Dollar dotierten Schönbusch Open, wo sie mit einem klaren 6:3 und 6:3 die topgesetzte und spätere Weltranglistenerste Karolína Plíšková besiegte und mit weiteren Siegen über Conny Perrin und Anne Schäfer das Halbfinale erreichte, wo sie dann gegen Florencia Molinero mit 2:6 und 1:6 verlor.
2012 erhielt sie wieder eine Wildcard für das Hauptfeld im Dameneinzel der Schönbusch Open, konnte aber ihren Vorjahreserfolg nicht wiederholen und scheiterte bereits in der ersten Runde mit 1:6 und 3:6 an Elena Bogdan.
2013 qualifizierte sich Kowalez im Juni für das Hauptfeld der mit 25.000 US-Dollar dotierten Internazionali Femminili di Brescia, wo sie in der ersten Runde mit 6:3, 5:7 und 2:6 gegen Viktorija Golubic verlor. Im Juli erreichte sie bei den Open GDF Suez de Biarritz das Achtelfinale im Einzel. Bei den eine Woche später ausgetragenen Open 88 Contrexéville verlor sie bereits in der ersten Runde gegen die topgesetzte Claire Feuerstein mit 3:6, 6:1 und 1:6. Beim Allianz Cup im September verlor sie in der ersten Runde des Hauptfeldes im Einzel gegen Beatriz García Vidagany mit 1:6 und 2:6. Eine Woche später erreichte sie das Achtelfinale des Izida Cup.
2014 verlor sie bei den Legacy Credit Union Women’s $25,000 Pro Circuit Challenger noch in der ersten Runde, erhielt dann aber im Mai eine Wildcard für die Qualifikation zu den Internationaux de Strasbourg, ihrem ersten Turnier auf der WTA Tour. Sie verlor aber bereits ihre Auftaktbegegngung gegen Mirjana Lučić-Baroni mit 2:6 und 1:6. Anfang Juli startete sie in der Qualifikation zum Hauptfeld im Dameneinzel der Nürnberger Gastein Ladies, ihrem zweiten Turnier auf der WTA Tour, wo sie aber wiederum bereits in der ersten Runde verlor. Sie unterlag Laura Siegemund mit 1:6 und 0:6. Im Oktober verlor sie in der Qualifikation zu den BGL BNP Paribas Luxembourg Open gegen Johanna Larsson ebenfalls in der ersten Qualifikationsrunde mit 1:6 und 2:6.
2015 erreichte sie Anfang Juli mit ihrer Partnerin Alena Fomina-Klotz das Finale der mit 50.000 US-Dollar dotierten Reinert Open, das sie mit 1:6 und 3:6 gegen Eva Hrdinová und Shahar Peer verloren. Eine Woche später erreichte si bei den Schönbusch Open im Einzel das Achtelfinale und mit ihrer Partnerin Fomina-Klotz wieder um das Finale, das die beiden gegen Diāna Marcinkēviča und Aljona Sotnykowa mit 6:3, 4:6 und [5:10] verloren. Bei den Tennis International erreichte sie wieder das Achtelfinale sowie bei den Knoll Open das Viertelfinale im Einzel.
2016 qualifizierte sie sich für das Hauptfeld im Dameneinzel der Braunschweig Women’s Open, wo sie dann aber in der ersten Runde mit 4:6 und 2:6 gegen die an Position zwei gesetzte Bernarda Pera verlor. Bei den Schönbusch Open im Juli scheiterte sie mit 6:1, 4:6 und 2:6 an der an Position drei gesetzten Lu Jiajing.

## Turniersiege

### Einzel
| Nr. | Datum             | Turnier                  | Kategorie   | Belag | Finalgegnerin | Ergebnis      |
| --- | ----------------- | ------------------------ | ----------- | ----- | ------------- | ------------- |
| 1.  | 12. Dezember 2010 | Ain Suchna               | ITF $10.000 | Sand  | Ana Jovanović | 6:0, 6:2      |
| 2.  | 12. Mai 2013      | Santa Margherita di Pula | ITF $10.000 | Sand  | Anna Floris   | 6:4, 1:6, 6:4 |
| 3.  | 19. Mai 2013      | Santa Margherita di Pula | ITF $10.000 | Sand  | Carol Zhao    | 6:3, 6:2      |

### Doppel
| Nr. | Datum             | Turnier    | Kategorie   | Belag | Partnerin       | Finalgegnerin                     | Ergebnis         |
| --- | ----------------- | ---------- | ----------- | ----- | --------------- | --------------------------------- | ---------------- |
| 1.  | 11. Dezember 2010 | Ain Suchna | ITF $10.000 | Sand  | Chanel Simmonds | Galina Fokina Marina Melnikowa    | 6:1, 6:2         |
| 2.  | April 2012        | Piešťany   | ITF $10.000 | Sand  | Hilda Melander  | Vaszilisza Bulgakova Anne Schäfer | 2:1, Aufgabe     |
| 3.  | 22. April 2016    | Pula       | ITF $10.000 | Sand  | Pia König       | Vinciane Remy Marie Temin         | 6:3, 3:6, [10:8] |